# Tacuitapan
Tacuitapan är en ort i Mexiko.   Den ligger i kommunen Xochitlán de Vicente Suárez och delstaten Puebla, i den sydöstra delen av landet, 170 km öster om huvudstaden Mexico City. Tacuitapan ligger 1 483 meter över havet och antalet invånare är 107.
Terrängen runt Tacuitapan är bergig. Runt Tacuitapan är det ganska tätbefolkat, med 129 invånare per kvadratkilometer. Närmaste större samhälle är Olintla, 19,7 km norr om Tacuitapan. Omgivningarna runt Tacuitapan är en mosaik av jordbruksmark och naturlig växtlighet.